# 印度似骨鮡
印度似骨鮡，為輻鰭魚綱鯰形目骨鮡科的其中一種，為熱帶淡水魚類，分布於亞洲印度西孟加拉邦雅魯藏布江流域，體長可達3.9公分，棲息在底層水域，生活習性不明。